# Shrewsbury Town F.C.
Shrewsbury Town F.C. er en engelsk fodboldklub fra Shrewsbury i Shropshire county, der spiller i landets fjerde bedste række, League Two. Klubben blev i 1950 udvalgt til at indtræde i ligaen, efter at The FA havde besluttet sig for at udvide fra 88 til 92 hold.
Shrewsbury Town F.C. er den dominerende fodboldklub i Shropshire county, hvor klubben i 64 tilfælde har vundet den lokale traditionsrige pokalturnering Shropshire Senior Cup, senest i 2011
Den mest succesfulde manager var Graham Turner, der i sin første sæson vandt 3. division og for første gang førte Shrewsbury op i den næstbedste række. Her blev de i 10 år, imod alle odds. Det bl.a. til to flotte 8. pladser, selvom Turner skiftede til Aston Villa i 1984.
Shrewsbury rykkede i 1988/89 ned i 3. division igen, men op igen i 1993/94 (også til 3. division, da Premier League blev introduceret det år), hvor de i denne omgang blev i 3 sæsoner. Senere blev den tidligere Everton-stjerne Kevin Radcliffe manager, og med ham var Shrewsbury kun 1 point fra playoff i 2001/02, men sæsonen efter rykkede man ned i Conference Division. Et lille plaster på såret var, at man slog Everton ud af F.A. Cuppen med en 2-1 sejr.
Jimmy Quinn, tidligere nordirsk landsholdsspiller, skulle redde holdet, og det lykkedes at bringe Shrewsbury tilbage til ligaen efter kun efter en sæson.
Nuværende manager er Gary Peters, der som assistent har John McMahon.
Næste sæson bliver den sidste på Gay Meadow, som siden 1910 har været Shrewsburys hjemmebane. Ny hjemmebane bliver New Meadow på Oteley Road i udkanten af byen. Det bliver et stadion med plads til 10.000 tilskuere (alle siddepladser) med meget bedre faciliteter end de nuværende.

## Danske spillere
Thomas Nielsen fra Aarhus Fremad (22 kampe, 1 mål i sæsonen 96/97) og
Benny Gall fra Doordrecht (34 kampe i sæsonen 96/97)